# 2947 Kippenhahn
2947 Kippenhahn (1955 QP1) là một tiểu hành tinh vành đai chính được phát hiện ngày 22 tháng 8 năm 1955 bởi I. Groeneveld ở Heidelberg.